# Беноцо Гоцоли
Беноцо Гоцоли (право име Беноцо ди Лесе; око 1421 – 4. октобар 1497) био је италијански ренесансни сликар из Фиренце. Ученик Фра Анђелика, Гоцоли је најпознатији по серији зидних слика у Капели мудраца у Палати Медичи-Рикарди, које приказују свечане, живописне поворке са пажљивим детаљима и изразитим утицајем међународне готике. Фрескни циклус капеле открива нови ренесансни интерес за природу са реалистичним приказом пејзажа и живописним људским портретима. Гоцоли се сматра једним од најплоднијих фрескних сликара свог поколења. Док је углавном био активан у Тоскани, радио је и у Умбрији и Риму.

## Биографија

### Ученичке године
Гоцоли је рођен као Беноцо ди Лесе, син кројача, у селу Сант'Иларио а Коломбано око 1421. године. Његова породица се преселила у оближњу Фирензу 1427. године. Према италијанском биографу из 16. века Ђорђо Вазарију, Гоцоли је био ученик и помоћник Фра Анђелика у раном делу своје каријере.
Гоцоли је помагао Анђелику у извршавању фрескних декорација у келијама спаваоница Манастира Сан Марко у Фиренци. Утврђени доприноси овде укључују Поклоњење мудраца у келији Козима де' Медичија и Жене на гробу у већем приказу Васкрсења Христовог у келији 8. Као и многи други сликари ране ренесансе, Беноцо је првобитно био обучен као златар као и сликар.

Између 1444. и 1447. године, стога је могао да сарађује са Лоренцо Гибертијем на чувеним Вратима раја Фирентинског баптистеријума. 
23. маја 1447. године, Беноцо је био са Фра Анђеликом у Риму, куда су позвани од стране папе Еугена IV да изведу фрескне декорације у капели у Ватиканској палати. Ова капела је касније срушена, тако да ништа од тих радова није остало. Затим је пратио Анђелика у Умбрију, где су украсили свод капеле у Капели Богородице ди Сан Брицио у Орвието катедрали.
Због политичких компликација у граду, завршили су само два од четири свода и поново су позвани у Ватикан, где је пар радио за Николу V у Николинској капели до јуна 1448. године. Претпоставља се да је Гоцоли дао значајне доприносе фрескама капеле. Штавише, атрибуција Богородице са дететом које благосиља из 1449. године у цркви Санта Марија сопра Минерва је спорна између Гоцолија и Фра Анђелика. У Риму је Гоцоли такође извршио фреску Св. Антонија Падованског у Базилици Санта Марија ин Ара Коели.
И Фра Анђелико и Лоренцо Гиберти требало је да утичу на већи део Гоцолијевог рада до краја његовог живота. Од Гибертија је научио прецизност у приказивању најфинијих детаља и како да живописно илуструје причу, док је од Фра Анђелика узео своју светлу палету боја, преносећи је на уметност фрескног сликарства.

### У Умбрији
1449. године, Гоцоли је напустио Анђелика и преселио се у Умбрију. У брдском граду Нарни постоји Благовести из 1450. године, потписано OPU[S] BENOT[I] DE FLORENT[IA]. У манастиру Сан Фортунато, близу Монтефалкоа, Гоцоли је насликао Богородицу са дететом између св. Франца и св. Бернардина Сијенског, и три друга дела. Једно од њих, олтарска слика Богородица појаса, сада је у Ватиканским музејима и показује сродност Беноцовог раног стила са Анђеликовим.
1450. године, Гоцоли је добио своју прву велику независну наруџбу од манастира С. Франческо у Монтефалку. Тамо је попунио хорску капелу са три регистра епизода из живота св. Франца Асишког и различитим додацима, укључујући портретне главе Дантеа, Петрарке и Ђота. Ова дела су завршена 1452. године, и још увек су обележена стилом Анђелика, прожетим ту и тамо са више изразито ђотовским утицајем. У истој цркви, у капели св. Јеронима, постоји фреска Гоцолија Богородице и светаца, Распеће и других тема.
Гоцоли је вероватно остао у Монтефалку (са прекидом у Витербоу) до 1456. године, запошљавајући Пјер Антонио Мецастриса као помоћника. Затим је отишао у Перуђу и насликао Богородицу и светце која је сада у локалној академији.

### Повратак у Фирензу
Исте године, Беноцо се вратио у свој родни град Фирензу, епицентар кватроченто уметности. Између 1459. и 1461. године, Гоцоли је насликао оно што се може сматрати његовим најважнијим делима, фреске у Капели мудраца у Палати Медичи-Рикарди. Тамо је, у свом Путовању мудраца у Витлејем и Анђелима у поклоњењу, овладао комбинацијом сложености и суптилности, приказујући богату сцену која обухвата реалистичне приказе природе и живописне људске портрете. У свом Путовању мудраца, Гоцоли је укључио бројне портрете својих Медичи покровитеља, њихових савезника и истакнутих савремених личности. Штавише, укључио је и свој аутопортрет у поворку, са својим именом написаним око обода своје капе. 
Његове фреске у Капели мудраца донеле су Гоцолију велику славу и обезбедиле му нове важне наруџбе. Једна од њих била је олтарска слика за Братство Очишћења у Фиренци, првобитно смештена у Манастиру Сан Марко. Богородица са дететом на престолу међу анђелима и свецима коју је произвео између 1461. и 1462. године за ову прилику сада се чува у Националној галерији у Лондону.

### Касне године у Тоскани

#### Сан Ђиминјано
1463. године, вероватно у страху од куге, Гоцоли је напустио Фирензу за Сан Ђиминјано, где је извршио нека обимна дела. Најистакнутији од њих је његов седамнаестопанелни фрескни циклус о Животу св. Августина, који покрива целу апсидалну капелу у цркви Сант'Агостино. У истој цркви Гоцоли је такође завршио композицију Св. Себастијан штити град од куге, у којој је приказао св. Себастијана потпуно обученог и неповређеног, тиме идући против иконографског канона. 1465. године, у срцу града у Колеђата цркви Санта Марија Асунта, Гоцоли је штавише насликао фреску Мученичке смрти Себастијана. Остао је у Сан Ђиминјану до 1467. године, завршавајући нека даља дела у граду и његовој околини.

#### Пиза
1469. године, Гоцоли се преселио у Пизу и почео да ради на својој најобимнијој наруџби: огромној серији зидних слика у згради Кампо Санто у Пизи. Тамо је приказао двадесет четири теме из Старог завета, у распону од Изума вина од стране Ноја до Посете царице од Сабе Соломону. Уговорио је да слика три теме годишње за око десет дуката свака. Изгледа, међутим, да се овај уговор није строго поштовао, јер је стварна брзина сликања била само три слике за две године. Можда је велики број фигура и додатака прихваћен као компензација за спорију брзину производње.
До јануара 1470. године извршио је фреску Ноја и његове породице, праћену Проклетством Хама, Градњом куле Вавилонске (која садржи портрете Козимо де' Медичија, младог Лоренца, Анђела Полицијана и других), Уништењем Содоме, Победом Аврама, Браковима Ребеке и Рахиље, Животом Мојсија, итд. У Капели Аманати, окренутој према капији Кампо Санта, такође је насликао Поклоњење мудраца, где се појављује портрет њега самог.
Сва ова огромна маса посла, у којој је Беноцу вероватно помагао Заноби Макијавели, изведена је, поред неколико других слика током његовог боравка у Пизи (укључујући Славу св. Томе Аквинског, сада у Лувру), за шеснаест година, трајући до 1485. године. Ово је најкаснији датум који се са сигурношћу може приписати било ком делу из његове руке. Гоцоли је умро у Пистоји 1497. године, можда од куге.
1478. године, као знак своје наклоности, пизанске власти су му дале гроб у Кампо Санту. Такође је имао своју кућу у Пизи, и куће и земљу у Фиренци.

## Занимљивости
- Сликари Франческо, Ђероламо и Алесо ди Беноцо били су његови синови и помагали су му у различитим наруџбама.
- Мајстор малих фигура кога је идентификовао Лонги је исти сликар кога је Беренсон назвао Алуно ди Беноцо (ученик Беноца). Име се заснива на стилским основама.[6]

## Дела
- Жене на гробу (1440–1441) – Фреска, Сан Марко, Фиренца
- Поклоњење мудраца (1440–1441) – Фреска, Сан Марко, Фиренца
- Врата раја (1444–1447, сарадња) – Позлаћена бронзана врата, Музеј дела катедрале, Фиренца
- Капела Богородице ди Сан Брицио (1447, сарадња) – Фреска, Орвието катедрала, Орвието
- Николинска капела (1447–1449, сарадња) – Фреска, Апостолска палата, Ватикан
- Богородица са дететом са анђелима (1447–1450) – Темпера на дрвету, 29,2 x 21,6 цм, Национална галерија, Лондон
- Богородица са дететом која благосиља (1449) – Темпера на свили на дрвеном носачу, 254 x 130 цм, Санта Марија сопра Минерва, Рим
- Св. Антоније Падовански (1450) – Панел, Санта Марија ин Ара Коели, Рим
- Богородица са дететом између св. Франца и св. Бернардина Сијенског (1450) – Фреска, Сан Фортунато, Монтефалко
- Св. Фортунат на престолу (1450) – Фреска, 200 x 110 цм, Сан Фортунато, Монтефалко
- Богородица са дететом (1450) – Фреска, 250 x 135 цм, Сан Фортунато, Монтефалко
- Богородица појаса (1450–1452) – Темпера на панелу, 133 x 164 цм, Пинакотека Ватикана, Ватикан
- Богородица са дететом окружена свецима (1452) – Фреска, Капела ди Сан Ђероламо, Сан Франческо, Монтефалко
- Одлазак св. Јеронима из Антиохије (1452) – Фреска, Капела ди Сан Ђероламо, Сан Франческо, Монтефалко
- Св. Јероним вади трн из лављег шапа (1452) – Фреска, Капела ди Сан Ђероламо, Сан Франческо, Монтефалко
- Богородица са дететом са св. Францом и Бернардином, и Fra Jacopo (око 1452) – Темпера на панелу, 34 x 54 цм, Кунстхисторишки музеј, Беч
- Богородица са дететом са св. Јованом Крститељем, Петром, Јеронимом и Павлом (1456) – Темпера на панелу, 122 x 212 цм, Галерија Националне Умбрије, Перуђа
- Поворка мудраца (1459–1460) – Фреске, Капела мудраца, Палата Медичи Рикарди, Фиренца
- Богородица са дететом (око 1460) – Темпера на панелу, 84,8 x 50,6 цм, Детроитски институт уметности, Детроит
- Богородица са дететом на престолу међу анђелима и свецима (1461–1462) – Темпера на панелу, 161,9 x 170,2 цм, Национална галерија, Лондон
- Св. Доминик васкрсава Наполеоне Орсинија (1461) – Темпера на панелу, 25 x 35 цм, Пинакотека ди Брера, Милано

- Пад Симона Мага (1461–1462) – Темпера на панелу, 24 x 35,5 цм, Краљевска колекција, Хемптон корт палата, Лондон
- Игра Саломе (1461–1462) – Темпера на панелу, 23,8 x 34,3 цм, Национална галерија уметности, Вашингтон
- Историје св. Августина (1464–1465) – Фреске, Сант'Агостино, Сан Ђиминјано
- Четири јеванђелиста (1464–1465) – Фреска, Сант'Агостино, Сан Ђиминјано
- Свеци (1464–1465) – Фреске, Сант'Агостино, Сан Ђиминјано
- Св. Себастијан заступник (1464–1466) – Фреска, 527 x 248 цм, Сант'Агостино, Сан Ђиминјано
- Мученичка смрт св. Себастијана (1465) – Темпера на панелу, 525 x 378 цм, Колеђата црква, Сан Ђиминјано
- Мистично венчање св. Катарине (1466) – Темпера на панелу, 90 x 50 цм, Палацо Гацоли, Пинакотека Комунале, Терни
- Богородица са дететом између св. Андреја и Проспера (Богородица понизности; 1466) – Темпера на панелу, 137 x 138 цм, Музео Чивико, Сан Ђиминјано
- Тријумф св. Томе Аквинског (1471) – Темпера на панелу, 230 x 102 цм, Лувр, Париз
- Берба грожђа и пијанство Ноја (1469–1484) – Фреска, Кампо Санто, Пиза
- Историје свете Богородице, Табернакл са Богородицом кашља (1484) – Пренесене фреске, Музео Беноцо Гоцоли ди Кастелфиорентино
- Скидање Христа са крста (1491) – Такође назван Силазак са крста. Уље на платну, 180 x 300 цм, Музео Хорне, Фиренца.

## Извори
- Дејл Кент, Козимо де' Медичи и фирентинска ренесанса (Њу Хејвен: Јејл универзити прес, 2000).
- Франко Кардини, Капела мудраца у палати Медичи (Фиренца: Мандрагора, 2001).
- Роџер Ј. Крам, "Роберто Мартели, Сабор у Фиренци, и капела палате Медичи", Цајтшрифт & Кунстгешихте, 59 (1996).
- Беноцо Гоцоли а Сан Ђиминјано, а кура ди Ђерардо де Симоне, Кристина Борђоли, exhib. catal. (Сан Ђиминјано, Пинакотека & Музео д'Арте Сакра, 18 јун-1 новембар 2016), Фиренца, Ђунти, 2016